# 雷平 (波蘭)

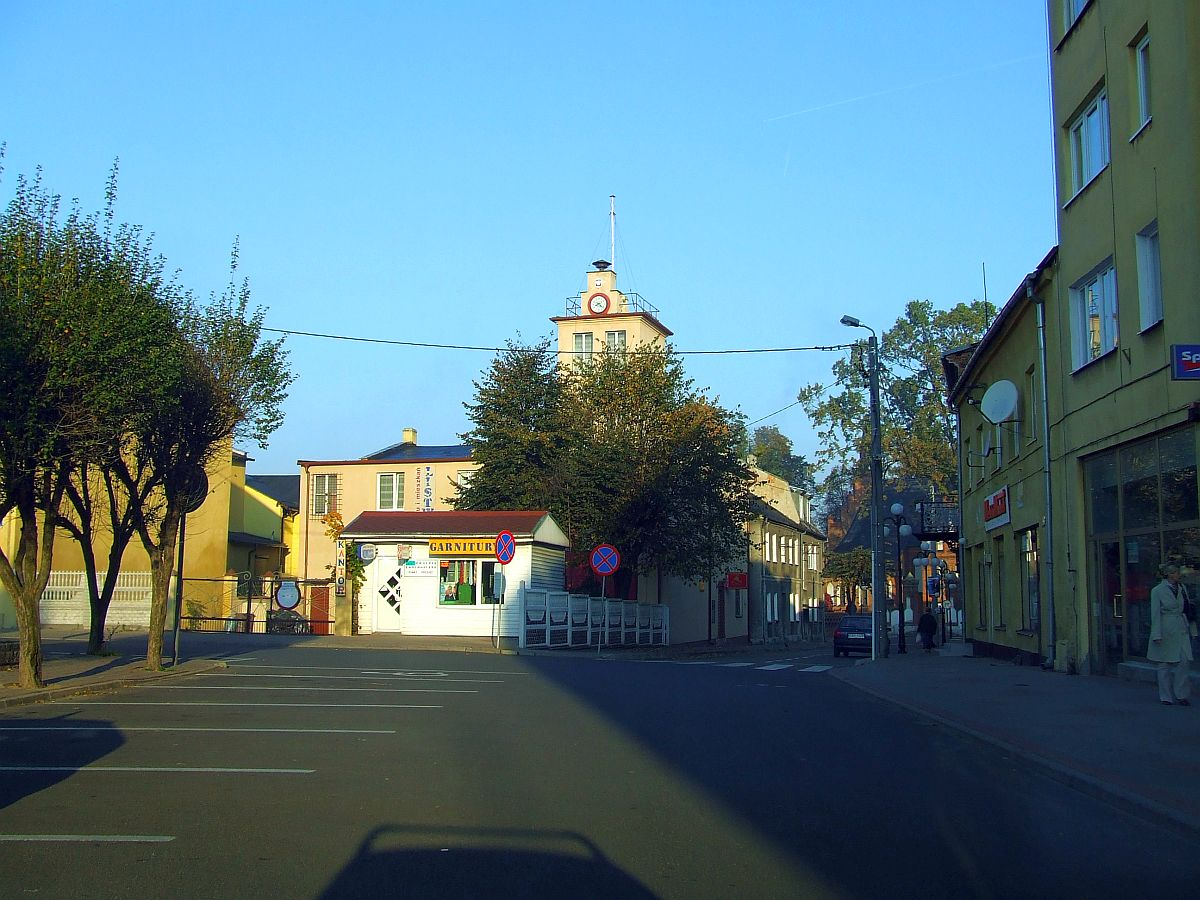

雷平是波蘭的城鎮，位於該國中部，距離托倫50公里，由庫亞維-波美拉尼亞省負責管轄，面積10.96平方公里，2009年人口16,950。在第二次瓜分波蘭中，該鎮被納入普魯士王國管治範圍。

## 外部連結
- Official town webpage （页面存档备份，存于）
- Map, via mapa.szukacz.pl （页面存档备份，存于）

53°04′N 19°27′E / 53.067°N 19.450°E